# Люценко, Даниил Ефимович
Даниил Ефимович Люценко (? — ?) — российский преподаватель, титулярный советник, капитан.

## Биография
Даниил Люценко родился в семье писателя Ефима Петровича Люценко. Его братьями были археологи Александр и Ефим.
В 1829 года стал поручиком 6-го пионерного батальона 6-й артиллерийской дивизии 6-го корпуса 2-й армии. В 1831 году являлся штабс-капитаном 4-го сапёрного батальона при 4-м пехотном корпусе. 25 марта 1833 года из штабс-капитанов 6-го сапёрного батальона Инженерного корпуса назначается в капитаны 3-го резервного сапёрного батальона. 27 февраля 1835 года назначается в 6-й сапёрный батальон.
В 1838—1839 учебном году исполняет обязанности штатного смотрителя в Златопольском уездном дворянском училище.

## Личная жизнь
Сын Николай — в 1875 году полковник, командир полкового ремонта Кирасирского Его Величества лейб-гвардии полка.

## Награды
- Кавалер ордена Святой Анны 4 степени с надписью «За храбрость» (21 августа 1828)[7]
- Кавалер ордена Святого Владимира 4 степени с бантом (6 декабря 1829)[8]
- Медаль «За турецкую войну»
- Знак отличия беспорочной службы за XV лет (22 августа 1843)[9]